# Homoneura quinquevittata
Homoneura quinquevittata är en tvåvingeart som först beskrevs av de Meijere 1910.  Homoneura quinquevittata ingår i släktet Homoneura och familjen lövflugor. Inga underarter finns listade i Catalogue of Life.